# 端木傑
端木傑（1897年1月4日—1972年1月11日），複姓「端木」，字文侠，安徽安庆人。

## 生平
陆军军需学校第1期毕业。1914年7月任陆军军需学校教员，后升任教官、教务主任，1928年4月任国民政府经理法规研究所教务主任，同年12月任军政部军需署营造司司长，1933年任少将军需总监，1934年秋任交通部参事，1937年9月任军事委员会后方勤务部副部长，1945年2月任军政部后方勤务总司令部中將副总司令，1946年6月任粮食部政务次长，同年底辞职，1947年春当选为中華民國立法委员，1949年3月任交通部部长兼中航公司董事长。曾任中華民國交通部部長，在任約八個月，係接替俞大維掌交通部。
1949年11月從香港進入中華人民共和國，1950年12月返回广州。后任全国政协委员，民革中央委员。1972年1月11日在北京病逝。

## 家族
- 長子端木中，業於金陵大學農經系，考取公費赴美攻讀於威斯康辛大學
- 次子端木正，畢業於武漢大學及清華大學，考取法國政府公費生，入巴黎大學法學院，獲博士學位。曾任最高人民法院副院长，中山大学法律系复办后首任系主任，中山大学法学所首任所长，国际常设仲裁法院（海牙）仲裁员、中国民主同盟广东省名誉主席、中国法学会顾问、中国国际法学会顾问、中国法国史研究会名誉会长等职，著名的法学家
- 三子端木和，畢業於復旦大學商學院，曾任全國政協審計室主任、全國政協文史專員
- 幼子端木均，於抗戰後期以少年空軍赴美學習，服務民航逾40年，中國東方航空公司顧問
- 長女端木玉，服務民航業
- 次女端木環，畢業於北京大學法語系，任教於外國語學校
- 三女端木瑚，畢業於輕工業學院，服務於輕工業部
- 幼女端木瑾，畢業於北京師範學院俄語系，任教於中學